# Nquthu (gmina)
Nquthu – gmina w Republice Południowej Afryki, w prowincji KwaZulu-Natal, w dystrykcie Umzinyathi. Siedzibą administracyjną gminy jest Nquthu.

## Współpraca
Miejscowość partnerska:
- Bornem, Belgia